# Tyrannochthonius troglodytes
Espèce
Tyrannochthonius troglodytes est une espèce de pseudoscorpions de la famille des Chthoniidae.

## Distribution
Cette espèce est endémique du Texas aux États-Unis,. Elle se rencontre dans la grotte Rock Slab Cave dans le comté de Llano.

## Description
Le mâle holotype mesure 1,95 mm et la femelle paratype 2,06 mm.

## Publication originale
- Muchmore, 1986 : Additional pseudoscorpions, mostly from caves, in Mexico and Texas (Arachnida: Pseudoscorpionida). Texas Memorial Museum, Speleological Monographs, vol. 1, p. 17-30.